# César Trelles Lara
César Trelles Lara (Morropón, 3 de mayo de 1936) es un odontólogo y político peruano. Es el actual presidente del Partido Aprista Peruano, desde el 27 de octubre del 2019 tras la muerte de Alan García. Fue también el primer presidente del Gobierno Regional de Piura en 2003 y reelegido en 2006, así como diputado desde 1980 hasta 1992.

## Biografía
Nació en el Distrito de Morropón, ubicado en la ciudad de Piura, el 3 de mayo de 1936.
Desde muy joven ingresó al Partido Aprista Peruano liderado por el histórico Víctor Raúl Haya de la Torre. Estudió la carrera de Odontología en la Universidad Nacional Mayor de San Marcos, graduándose en 1960 como cirujano dentista. Asimismo, entre los años 1978 y 1982 fue catedrático de la Universidad Nacional Federico Villarreal.

## Carrera política
Al ser miembro del Partido Aprista Peruano, Trelles ejerció los cargo de secretario nacional de Urbanizaciones Populares y secretario general del APRA en la sede de Piura.

### Diputado por Piura
En 1980, Trelles es elegido como diputado por el departamento de Piura para el periodo parlamentario 1980-1985
Fue reelegido en las elecciones de 1985 y luego en las elecciones de 1990, sin embargo, su cargo fue disuelto el 5 de abril de 1992 tras el golpe de Estado decretado por el dictador Alberto Fujimori. Trelles junto a los miembros apristas fueron blanco de ataques por parte del gobierno fujimorista y se declararon opositores al cuestionado régimen. Posteriormente, apoyó la Marcha de los Cuatro Suyos liderado por Alejandro Toledo en el año 2000 y fue crítico al transfuguismo de la aprista Ruby Rodríguez de Aguilar. Ese mismo, Trelles fue escogido como secretario general del partido en Piura, cargo que dejaría posteriormente en 2001.

### Presidente Regional de Piura
En las elecciones regionales del año 2002, Trelles decidió candidatear al Gobierno Regional de Piura por el Partido Aprista Peruano y compitió contra el candidato oficialista de Perú Posible, Juan Castagnino Lema. Finalmente, Trelles logró ser elegido como presidente regional de Piura, siendo el primer gobernante de Piura en la historia. Juramentó luego al cargo para el periodo 2003-2006.
Su gestión como presidente regional no estuvo exenta de críticas, muchas de las cuales surgieron del interior de su partido. En noviembre del 2004 un exgerente de la región denunció a los medios que Trelles estaba copando de apristas en el gobierno regional y que ello estaba llevando a una gran ineficiencia. Fue también denunciado ante el Ministerio Público por haber utilizado fondos públicos para una campaña proselitista realizada por Alan García.
En julio del 2006, el entonces congresista aprista José Carrasco Távara enfatizó sus críticas hacia Trelles y se acogió a una resolución interna del organismo electoral de su partido donde declaraba fundada una tacha contra su candidatura a las elecciones regionales de 2006 por tener juicios pendientes de carácter doloso con el Estado. Pese a ello, su reelección prosperó en medio de luchas internas, llegando nuevamente al Gobierno Regional de Piura con el 24.71 % de los votos válidos, 18 mil votos de diferencia sobre su contrincante, Javier Atkins Lerggios.
Posteriormente, buscó sin éxito su segunda reelección en las elecciones regionales del 2010. De igual manera en las elecciones del 2014 y en las elecciones del 2018.
El 26 de octubre del 2019, luego del luto del aprismo tras la muerte del histórico expresidente Alan García, Trelles postuló a la presidencia del Partido Aprista Peruano compitiendo contra Carlos Roca Cáceres. Finalmente el 27 de octubre, Trelles logró ser elegido como el nuevo presidente del partido junto con Elías Rodríguez y Mauricio Mulder como parte de su lista.

## Controversias
César Trelles es cuestionado por su participación en el caso Alto Piura, donde se le cuestiona por la adjudicación a la empresa brasileña, Camargo Corrêa. También se le cuestiona por las irregularidades en la carretera Tambogrande.